# ジンチョウゲ科
ジンチョウゲ科 (ジンチョウゲか、Thymelaeaceae) は双子葉植物の科で、44属500種ほどあり、大部分が低木で一部草本もある。
花は子房上位。がく（多くは合着し先が4-5個に裂ける）と花弁（4-5枚）があるが、花弁が退化または消失してがくが目立つもの（ジンチョウゲ属など）も多い。雄蕊も多くは同数。世界の温帯から熱帯に広く分布する。
従来のクロンキスト体系による分類ではフトモモ目に、新しいAPG植物分類体系ではアオイ目に含める。
ジンチョウゲをはじめ、花が美しいものや香りのよいものが多く、観賞用に栽培する。また靭皮（内部樹皮）に強い繊維を含むので、ミツマタ・ガンピなど製紙に用いるものもある。

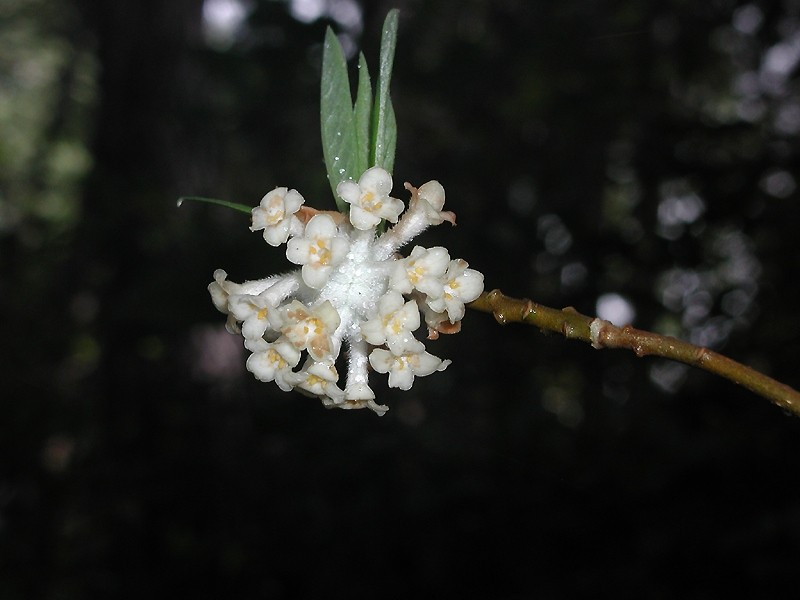
ミツマタ

## 属
Hassler (2019) や Stevens (2001-) で認められているのは以下の通りである。
- Aetoxylon - A. sympetalum 1種のみ
- Amyxa - A. pluricornis 1種のみ
- アクイラリア属 Aquilaria[注釈 1]
- Arnhemia - A. cryptantha 1種のみ
- Atemnosiphon - A. coriaceus 1種のみ
- Craterosiphon
- ダイス属 Dais
- ジンチョウゲ属 Daphne - ナニワズ、カラスシキミ、ジンチョウゲ、オニシバリ
- Daphnopsis
- Deltaria - D. brachyblastophora 1種のみ
- Diarthron - コゴメアマ（D. linifolium）
- Dicranolepis
- Dirca
- Drapetes - D. muscosus 1種のみ
- ミツマタ属 Edgeworthia - ミツマタ
- Englerodaphne
- Enkleia
- （Eriosolena）
- Funifera
- グニディア属 Gnidia
- ゴニスティルス属 Gonystylus - ラミン（G. bancanus）
- Goodallia - G. guianensis 1種のみ
- Gyrinops[注釈 1]
- Jedda - J. multicaulis 1種のみ
- Kelleria
- Lachnaea
- Lagetta
- Lasiadenia
- Lethedon
- Linodendron
- Linostoma
- Lophostoma
- Octolepis
- Ovidia
- Passerina
- Peddiea
- Phaleria
- ピメレア属 Pimelea
- Rhamnoneuron - R. balansae 1種のみ
- Schoenobiblus
- Solmsia
- Stellera - イモガンピ（S. chamaejasme）
- Stephanodaphne
- Struthiola
- Synandrodaphne - S. paradoxa 1種のみ
- Synaptolepis
- Tepuianthus
- Thymelaea
- アオガンピ属 Wikstroemia - アオガンピ、ムニンアオガンピ

また、以下は場合によっては独立の属とされるものである。
- シャクナンガンピ属 Daphnimorpha - ツチビノキ D. capitellata と シャクナンガンピ D. kudoi の2種であるが、Hassler (2019) ではいずれもアオガンピ属とされている。
- ガンピ属 Diplomorpha - ガンピ（D. sikokiana）などが入るが、Hassler (2019) や Stevens (2001-) などではアオガンピ属とされる。